# امیلی دو شاتله
امیلی دو شاتله (به فرانسوی: Émilie du Châtelet) (تولد: ۱۷دسامبر ۱۷۰۶، مرگ: ۱۰ اکتبر ۱۷۴۹) ریاضی‌دان، فیزیک‌دان و نویسندهٔ فرانسوی است.

## زندگی‌نامه
امیلی دو شاتله (نام کامل:Gabrielle Émilie Le Tonnelier de Breteuil, marquise du Châtelet) دختر منشی دربار لوئی چهاردهم بود. او در کودکی از هوش زیادی برخوردار بود و در ۱۲ سالگی می‌توانست به راحتی به زبان‌های لاتین، ایتالیایی، یونانی و آلمانی صحبت و ترجمه کند. او پس از مدتی آموزش‌هایی دربارهٔ فلسفه، ریاضی و ادبیات دید و در سن ۱۹ سالگی ازدواج کرد.
دو شاتله پس از آشنایی با ولتر، نویسنده و فیلسوف فرانسوی، همراه با او دست به اقداماتی دربارهٔ جدایی کلیسا و دولت و محدود کردن قدرت دولت زد. در ۲۰سالگی به دلیل ادامهٔ تحصیل به فرهنگستان علوم فرانسه رفت ولی به دلیل جنسیت خود موفق به ثبت نام نشد.
یکی از اقدامات مهم دو شاتله ترجمهٔ مقالهٔ پرینسیپیا (Principia) نیوتن به فرانسوی است که این کار وی در آشنا کردن مردم فرانسه با نیوتن نقش مهمی داشت.
او در سن ۴۲ سالگی به دلیل آمبولی جان خود را از دست داد.